# Кейп-Енн

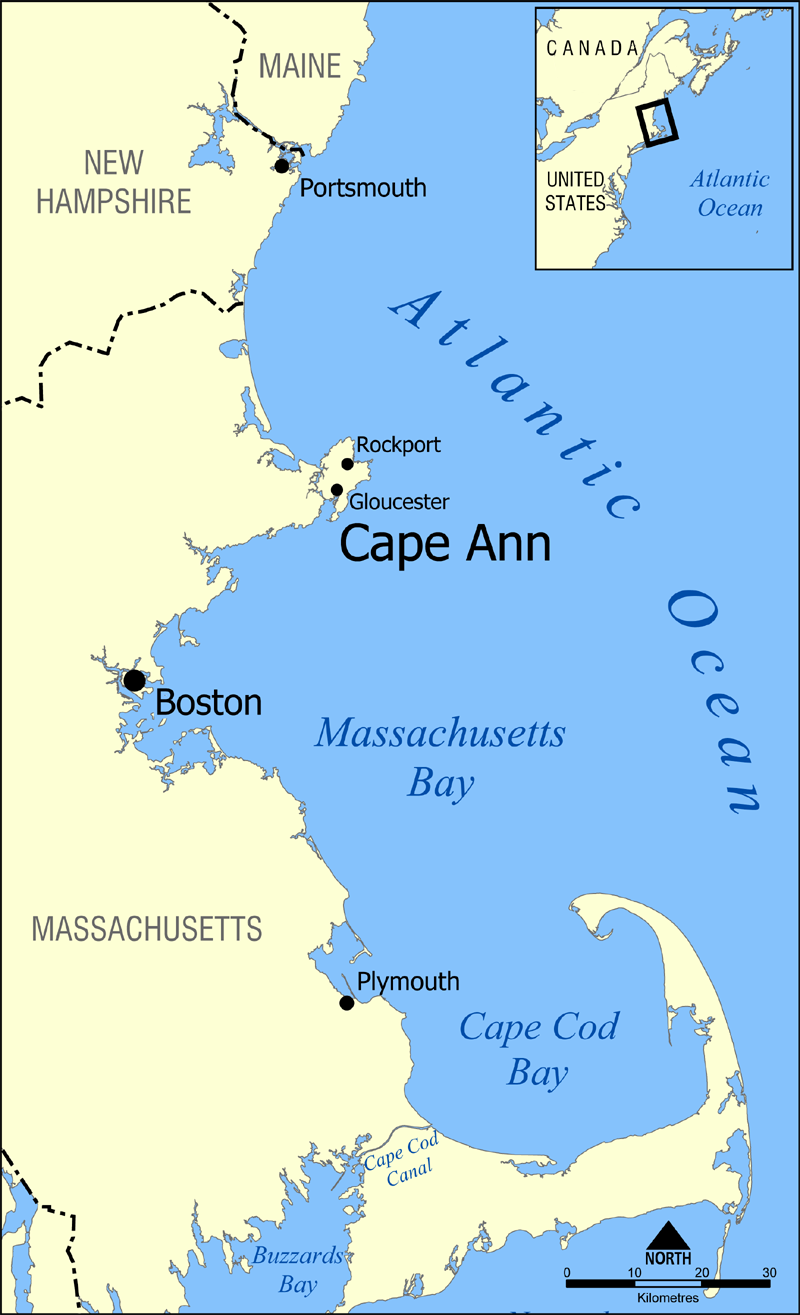

Кейп-Енн (англ. Cape Ann) — скелястий півострів, що обмежує із півночі Массачусетську затоку. Півострів знаходиться в окрузі Ессекс штату Массачусетс приблизно за 50 км на північний схід від Бостону. На півострові розташовані території муніципалітетів міст Глостер, Манчестер, Ессекс та Рокпорт.

## Походження назви
Першим мис на карти зобразив англійський мореплавець Джон Сміт Джеймстаунський, який назвав мис Трагабігзанда (англ. Tragabigzanda, ймовірно, по індіанському імені своєї коханої). Проте пізніше Карл I перейменував його в мис Анни, на честь своєї матері Анни Данської.

## Історія
Перші поселення англійців на півострові виникли в 1624 році.